# Siciliansk risginst
Siciliansk risginst (Genista aspalathoides) är en ärtväxtart som beskrevs av Jean-Baptiste de Lamarck. Den sicilianska risginsten ingår i släktet ginster, och familjen ärtväxter. Inga underarter finns listade i Catalogue of Life.